# Prouvy
Prouvy ist eine französische Kleinstadt mit 2.202 Einwohnern (Stand: 1. Januar 2022) im Département Nord in der Region Hauts-de-France. Sie gehört zum Gemeindeverband Valenciennes Métropole, zum Arrondissement Valenciennes und zum Kanton Aulnoy-lez-Valenciennes. Die Einwohner werden Prouvysien(ne)s genannt.

## Geografie
DEie Kleinstadt Prouvy liegt etwa sechs Kilometer südwestlich von Valenciennes an der kanalisierten Schelde. Umgeben wird Prouvy von den Nachbargemeinden Rouvignies im Nordwesten und Norden, Hérin im Norden, La Sentinelle im Nordosten, Trith-Saint-Léger im Osten, Maing im Südosten, Thiant im Süden sowie Haulchin im Südwesten und Westen.
Durch die Gemeinde führen die Autoroute A2 und die frühere Route nationale 30 (heute D 630). Im Osten der Gemeinde liegt der Flugplatz Valenciennes - Denain (L’aéroport de Valenciennes - Denain bzw. L’aéroport Charles-Nungesser).

## Bevölkerungsentwicklung
| Jahr                       | 1962 | 1968 | 1975 | 1982 | 1990 | 1999 | 2006 | 2012 | 2020 |
| Einwohner                  | 1976 | 2235 | 2168 | 2133 | 2474 | 2375 | 2367 | 2269 | 2190 |
| Quellen: Cassini und INSEE |      |      |      |      |      |      |      |      |      |

## Sehenswürdigkeiten

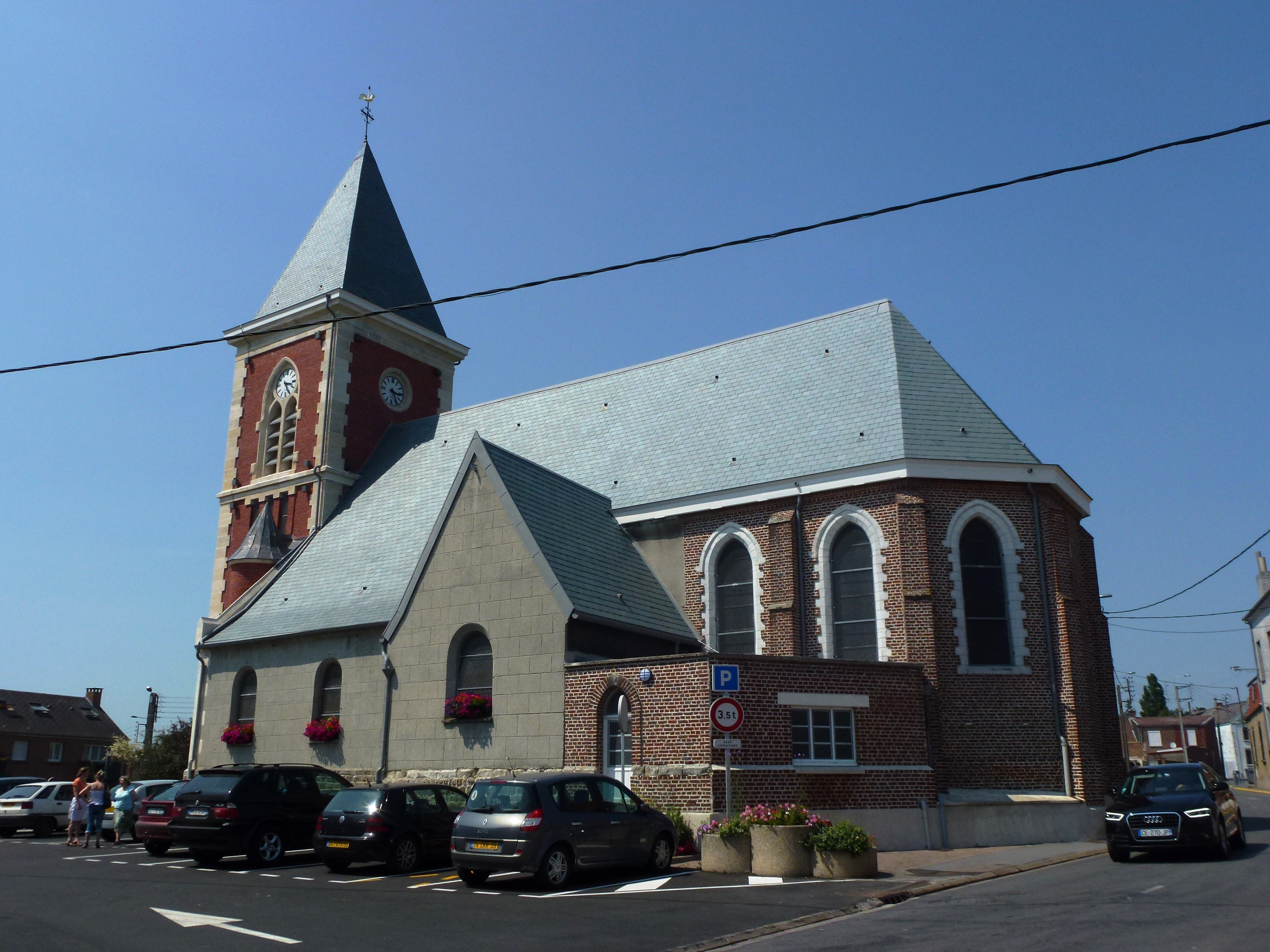
Kirche Saint-Pierre
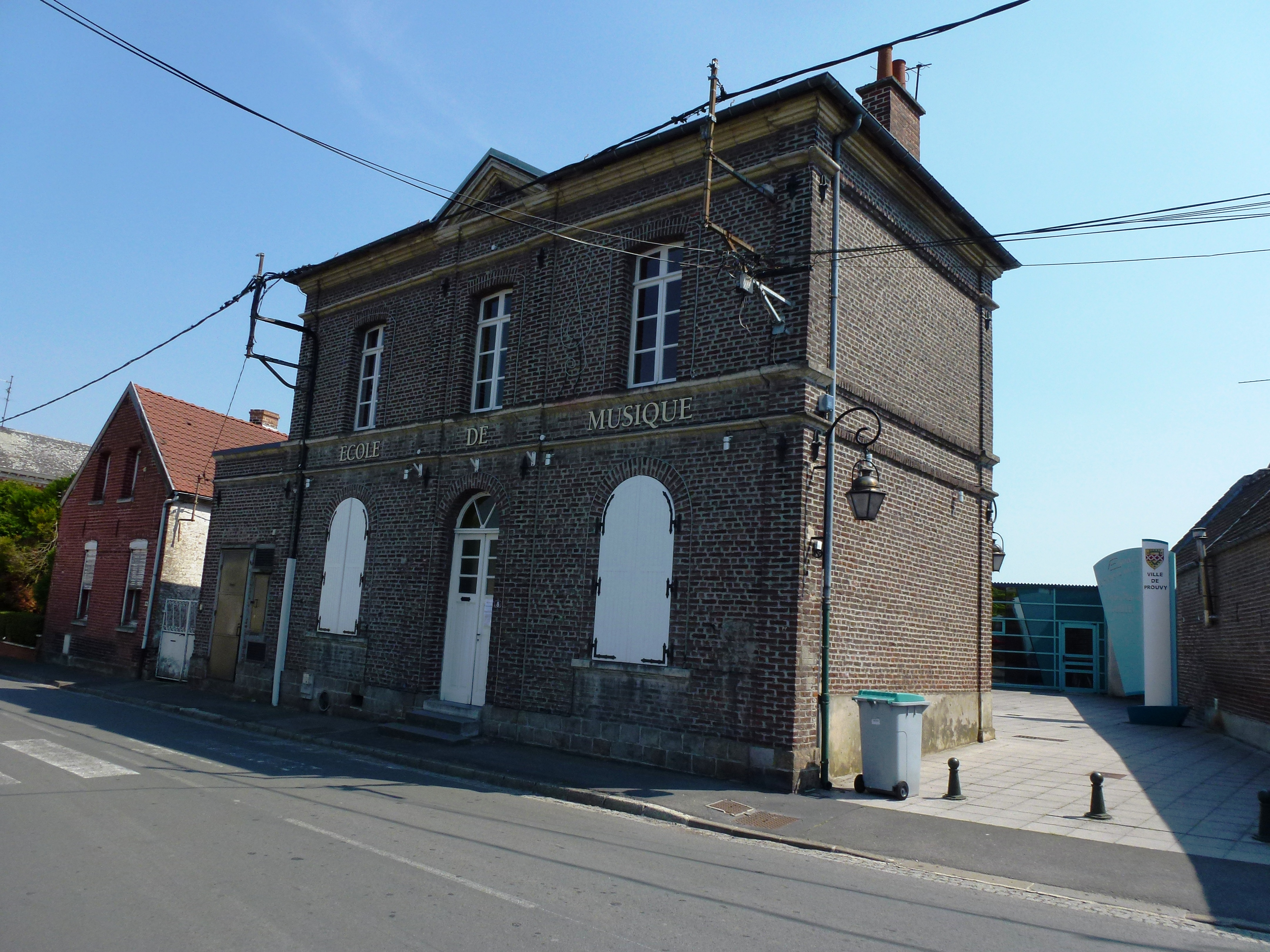
Calvaire
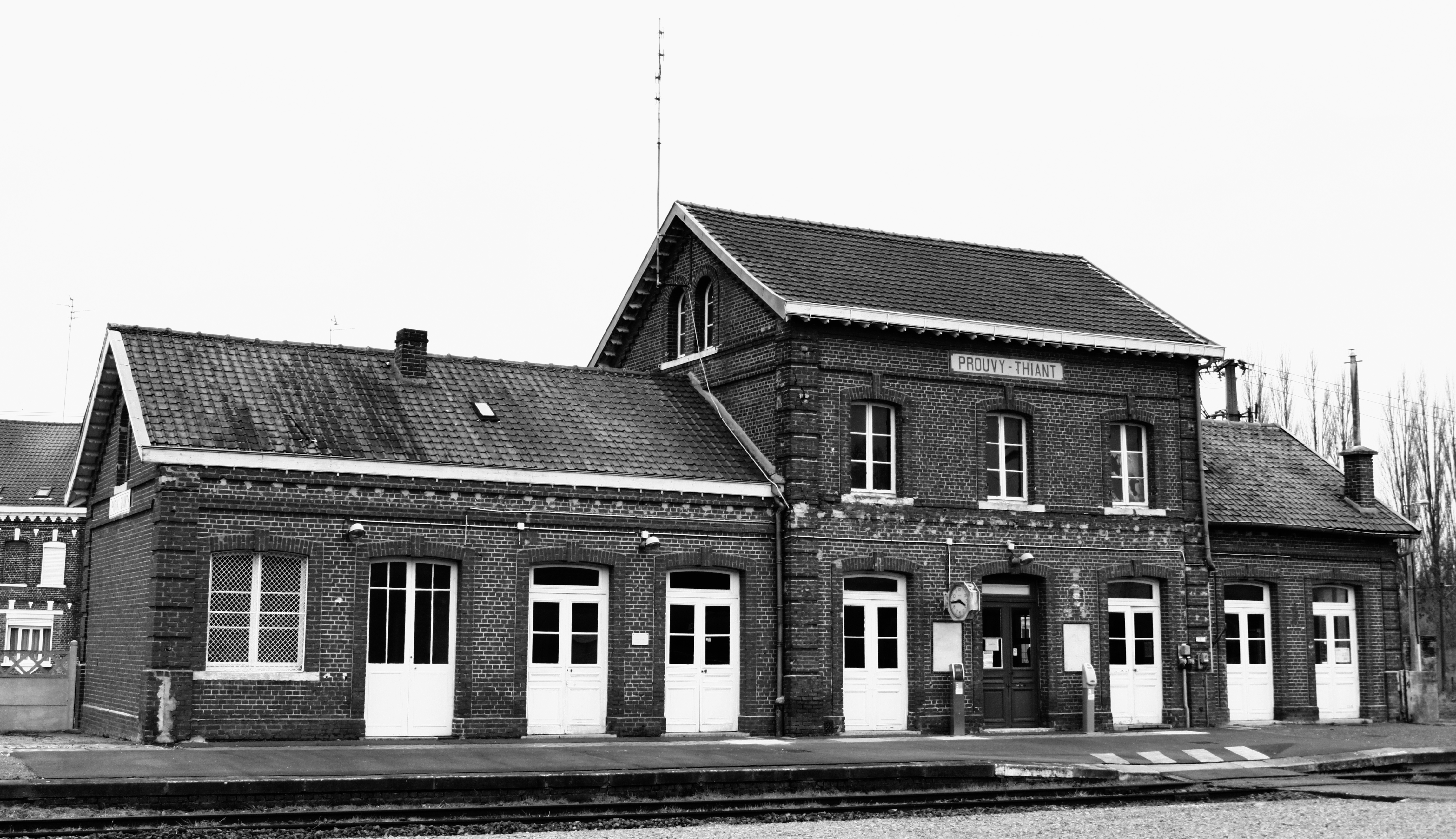
alte Mälzerei
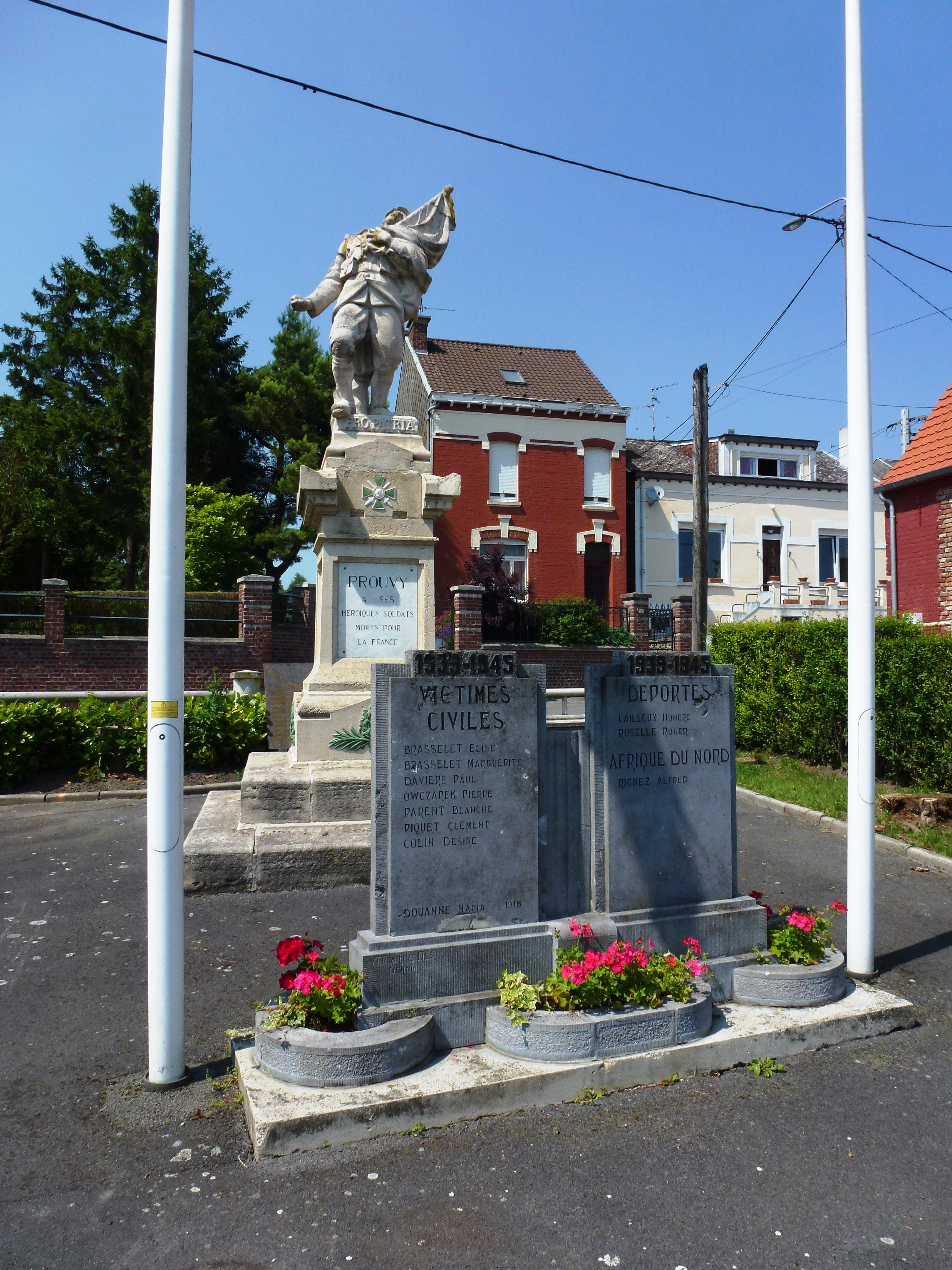
britische Militärgräber

- Kirche Saint-Pierre
- Musikschule
- Bahnhof
- Gefallenendenkmal